# Игнатенко, Николай Фёдорович
Николай Фёдорович Игнатенко (19 июля 1938 — 13 августа 2019) — советский хоккеист, нападающий.

## Биография
Карьеру провёл в командах Электростали. В сезонах 1956/57 — 1957/58 выступал в классе «Б» за «Металлург» Электросталь. В сезонах 1957/58 — 1967/68 играл за команду города Электростали — «Электросталь» — «Кристалл». В чемпионате СССР провёл пять сезонов (1959/60 — 1963/64).